# María Jesús Espinoza Matos
María Jesús Espinoza Matos (Sihuas; Áncash , 25 de diciembre de 1963) es una psicóloga y política peruana. Fue congresista de la república durante dos periodos consecutivos, como miembro del fujimorismo.

## Biografía
Nació en el distrito de Sihuas, ubicado en la ciudad de Áncash, el 25 de diciembre de 1963.
Realizó sus estudios sus estudios escolares los colegios nacionales de la Provincia de Sihuas. Al concluir sus estudios, emigró a la ciudad de Lima, en donde estudió primero Enfermería a nivel técnico, y luego la carrera de Psicología en la Universidad Nacional Federico Villarreal, donde salió como licenciada. Estudió la carrera de Derecho y Ciencias Políticas en la Universidad de San Martín de Porres.
Entre 1989 y 1993, trabajó como supervisora en Petroperú.
Entre los textos que ha publicado, destaca Violencia en la familia en Lima y El Callao.
En 2007, trabajó en el Gobierno Regional del Callao como especialista en proyección social, durante la presidencia de Álex Kouri.
Actualmente se encuentra trabajando en la capacitación de mujeres emprendedoras en diversos talleres, con la finalidad lograr su autosostenimiento. Asimismo, se dedica a dar charlas a adultos mayores y padres de familia sobre cuidado del adulto mayor, control de ira y diversos temas para mejorar la calidad de vida de las personas.

## Carrera política

### Congresista de la República
Espinoza se inició en la política como integrante de la coalición Cambio 90 - Nueva Mayoría de Alberto Fujimori. Posteriormente, Espinoza se lanzó como candidata al Congreso de la República en las elecciones parlamentarias del año 1995 y fue elegida con 12,869 votos para el periodo parlamentario 1995-2000.
Durante su labor parlamentaria, fue presidenta de la Juventud y Niñez en el Parlamento Latinoamericano (1996), en representación del Congreso de la República. Fue designada en 1997 como presidenta de la Comisión especial encargada de investigar las motivaciones y consecuencias de la violencia cotidiana en el Perú generadas por el fujimorismo.
Al culminar su gestión, Espinoza postuló a la reelección por la alianza fujimorista Perú 2000 en las elecciones parlamentarias del mismo año. Logró tener éxito para el periodo 2000-2005 con 96,897 votos.
Durante este periodo legislativo, fue elegida como tercera vicepresidenta de la Mesa Directiva del Congreso presidida por Martha Hildebrandt.
En noviembre del 2000, tras la publicación de los Vladivideos y la renuncia de Alberto Fujimori a la presidencia del Perú mediante un fax, su cargo parlamentario fue reducido hasta el 2001 donde se convocaron a nuevas elecciones generales. Espinoza luego renunció a la alianza fujimorista para fundar la agrupación Con Fuerza Perú, donde integró a los congresistas Víctor Torres Estévez, Anselmo Revilla, los tránsfugas Edilberto Canales y Roger Cáceres Pérez, Francisco Ramos Santillán y Antonio Becerril. Luego en el año 2001, formó parte de la alianza Solución Popular liderada por Carlos Boloña como candidato presidencial y Espinoza intentó nuevamente su reelección en el Congreso de la República, sin embargo, no resultó reelegida.
Para las elecciones generales del 2006, Espinoza formó parte de la plancha presidencial encabezada por el empresario Pedro Koechlin von Stein que no tuvo éxito.
Espinoza luego se afilió al partido Alianza para el Progreso liderado por César Acuña y fue candidata a la alcaldía del distrito de Comas en las elecciones municipales del 2014 y al Congreso de la República en las elecciones del 2016.

## Controversias

### Caso Mototaxis
María Jesús Espinoza fue acusada de haber entregado 30 mil dólares, durante su labor como congresista, al fondo público de los mototaxistas por orden de Alberto Fujimori para que apoyen su reelección presidencial. Fue procesada en el 5.º Juzgado Anticorrupción por dicho caso.
También se le denunció ante el Congreso de la República tras su supuesto conocimiento del transfuguismo durante el periodo 2000-2001 generadas por Vladimiro Montesinos.